# Nancy Meyers
Nancy Meyers (* 8. prosince 1949 Filadelfie, Pensylvánie) je americká filmová scenáristka, režisérka a producentka.
Původním povoláním je scenáristka, režijní práci se věnuje spíše příležitostně, pokud režíruje, pak téměř výhradně pouze filmy natáčené podle svých vlastních scénářů a obvykle i ve své vlastní produkci. Mezi její nejúspěšnější snímky patří snímek Past na rodiče z roku 1998, Po čem ženy touží z roku 2000, který se stal jedním z komerčně nejúspěšnějších snímků režírovaných ženou všech dob. Zaujal i film Prázdniny z roku 2006, za film Nějak se to komplikuje získala Zlatý glóbus za nejlepší scénář.

## Filmografie, výběr

### Režie
- 1998: Past na rodiče
- 2000: Po čem ženy touží
- 2003: Lepší pozdě nežli později
- 2006: Prázdniny
- 2009: Nějak se to komplikuje (Zlatý glóbus za nejlepší scénář)